# Capucines de la Mère Rubatto
Les capucines de la Mère Rubatto (en latin : Sorores Tertiariarum Capuccinarum de Loano) sont une congrégation religieuse féminine enseignante et hospitalière de droit pontifical.

## Historique
La congrégation est fondée le 23 janvier 1885 à Loano par Marie Françoise Rubatto (1844 - 1904) avec cinq compagnes. En 1892, les sœurs fondent des maisons en Uruguay, puis en Argentine et au Brésil. 
L'institut est agrégée aux Frères mineurs capucins le 10 juin 1909, il reçoit le décret de louange le 5 décembre 1910 et approuvé officiellement par le Saint-Siège le 27 mai 1916. 

## Activités et diffusion
Les sœurs se consacrent à l'enseignement et aux soins des malades.
Elles sont présentes en: 
- Europe : Italie.
- Amérique : Argentine, Brésil, Pérou, Uruguay
- Afrique : Cameroun, Érythrée, Kenya, Malawi.

La maison généralice est à Rome. 
En 2017, l'institut comptait 371 religieuses dans 59 maisons.